# Flugplatz Mauterndorf

i7
i11
i13
Der Flugplatz Mauterndorf (ICAO-Code: LOSM) ist ein privater Flugplatz in Mauterndorf im österreichischen Bundesland Salzburg. Er wird durch die Alpin-Aero Sport Austria GmbH betrieben.

## Lage
Der Flugplatz liegt etwa 1 km südöstlich des Zentrums der Marktgemeinde Mauterndorf. Naturräumlich liegt der Flugplatz im Lungau. Mit einer Höhe von 1110 m (3642 ft) ist der Flugplatz Mauterndorf der höchstgelegene Flugplatz Österreichs.

## Flugbetrieb
Am Flugplatz Mauterndorf findet Flugbetrieb mit Segelflugzeugen, Motorseglern, Ultraleichtflugzeugen, Motorflugzeugen und Hubschraubern statt. Der Start von Segelflugzeugen erfolgt per Windenstart oder Flugzeugschlepp. Der Flugplatz verfügt über eine 820 m lange Start- und Landebahn aus Gras. Nicht am Platz stationierte Flugzeuge benötigen eine Genehmigung des Platzhalters (PPR), um in Mauterndorf landen zu können. Der Flugplatz verfügt über eine Tankstelle für AvGas 100 LL und MoGas. Am Flugplatz sind drei Luftsportvereine ansässig.